# Шан (династия)
Государство Шан (кит.: 商朝), альтернативные названия государство Инь (кит.: 殷代) или государство Шан-Инь — раннее царство, существовавшее с 1554 по 1046 год до нашей эры в землях к северу от выхода реки Хуанхэ на Великую китайскую равнину. Государство Шан предшествовало государству Чжоу.
Шан является первым китайским государственным образованием, реальность существования которого подтверждена не только археологическими находками (культура Эрлиган), но также повествовательными и эпиграфическими письменными источниками. Наиболее подробное описание истории Шан содержится в сочинении Сыма Цяня «Исторические записки». В результате раскопок были обнаружены цзягувэнь — иероглифические надписи на панцирях черепах и гадательных костях животных, а также бронзовых, нефритовых, керамических, каменных изделиях. Большое число находок было сделано на территории столицы Иньсюй (кит. трад. 殷墟, пиньинь Yīnxū, палл. Иньсюй), которая была расположена в районе современного города Аньян в провинции Хэнань. Территория древнего города включена в список всемирного наследия ЮНЕСКО.

## Вопрос наименования династии
Вопрос о происхождении названий «Шан» и «Инь» остается дискуссионным.  Сыма Цянь связывал происхождение названия династии Шан с названием владения, которое Се получил от императора Шуня. У него же Шан и Инь взаимозаменяемы. 
В то же время, в комментарии к Ши цзи, основанного на утраченном тексте Чжушу цзинянь, указывается, что Пань-гэн перенес свою столицу в Инь, с чем многие исследователи связывали происхождение названия. Но данная точка зрения начала подвергаться сомнению, так как не находит своего подтверждения ни в эпиграфике, ни в более поздних работах китайских историографов. Тот же Сама Цянь писал, что Пань-гэн перенес свою столицу не в Инь, а в местность южнее Хуанхэ:
[Когда] скончался император Ян-цзя, на престол вступил его младший брат Пань-гэн, это и был император Нань-гэн. Ко времени императора Пань-гэна столица Инь находилась к северу от Хуанхэ. Пань-гэн переправился на юг от Хуан хэ и вновь обосновался в древнем поселении Чэн-тана.
Гадания двух последних ванов также содержат лишь название «Шан» («Великое поселение Шан» или, возможно, «Шан великих поселений»). 
Китайский историк Го Можо выдвинул предположение, что название Инь могло быть чжоуским, из-за неприятия имени побежденного врага. Данное мнение разделяла М. Е. Кузнецова-Фетисова, которая считала «шан» эндоэтнонимом, а «инь» экзоэтнонимом, который дали чжоусцы. Дэвид Кетли также считал «инь» поздним термином Западного Чжоу.

## Традиционные исторические сочинения
Наиболее древними письменными источниками, в которых упоминается династия Шан, являются «Шу цзин» и «Ши цзин». В первом династии посвящено 11 глав, от воцарения Чэн-тана до последнего вана Чжоу-синя. Особое внимание уделено легитимности прихода Чэн-тана к власти (свержению Ся Цзе), наставлениям И-иня Тай-цзя, которого  он даже отстранял от власти, и переносу столицы Пань-гэном.  Часть описания гексаграмм из «И Цзина» также могут относиться к шанцам.
Капитальной работой по истории Китая являются «Исторические записки» (Ши цзи) Сыма Цяня, третья глава которых посвящена Шан («Основные записи дома Инь»). История в ней начинается с мифа о рождении прародителя Се, мать которого зачла его после того, как проглотила яйцо. Затем в главе повествуется о 14 додинастических и 30 династических правителей, начиная с Чэн-тана и заканчивая восстанием сына Чжоу-синя У-гэна. 
Другим важным источником стали Бамбуковые анналы, часть из которых была утрачена, но потом воссоздана стараниями китайских учёных по сохранившимся комментариям к ним.
Фрагментарно династия Шан встречается и во многих других трудах: Го юе, Чуньцю Цзочуань (Комментарий Цзо к «Чунь цю»), ряде сочинений периода Чжаньго.
Отношение исследователей к правдоподобности существования Шан было различным, вплоть до отрицания существования династии Шан, пока не были обнаружены и расшифрованы надписи на гадательных  костях животных и панцирях черепах в Аньяне.

## Археология Шан

Бордовым выделена Иньсюй (Сяотуньское городище, Yinxu), на севере от него Хуанбэй (Северный город), на северо-западе Сибэйган (Royal cemetery)

Один из наиболее древних памятников, который связывают с ранним периодом Шан, находится на северо-западе провинции Хэнань. В археологии он получил название культуры Эрлитоу и разделён на четыре  периода. В Эрлитоу найдено множество орудий из бронзы и нефрита (жезлы, клевцы, топоры и ножи), а также разнообразная керамика. Также интерес представляет городище, которое находится в 6 км от Эрлитоу. Оно хорошо сохранилось и включает в себя внутренний город, в центре которого располагалась прямоугольная постройка, и внешний, разросшийся вокруг внутреннего. На севере и северо-востоке располагались гончарные  и бронзолитейные мастерские.
К среднему периоду Шан относится городище Эрлиган, расположенное около города Чжэнчжоу, провинция Хэнань. Представляет собой поселение квадратной формы, площадью 3.2 кв. км. Был окружён стенами. В Эрлигане найдено множество керамики и изделий из камня, а также орудия из бронзы.
В конце 1990-х годов начались раскопки в районе Хуанбэя, «Северного Города». Китайские исследователи связывали его со вторым городом Шан, который, по их мнению, был столицей во времена от Пань-гэна до Сяо-И, затем при У-дине столица была перенесена в район Сяотуни. Но надписей, которые бы это подтвердили, найдено не было.
Началом археологии позднего периода шаньской династии тесно связано с гадательными костями. В 1899 году исследователь Ван Ижун обратил внимание на надписи на костях животных и панцирях черепах, из которых делали лекарство в аптеках. Позднее Ло Чжэньюем и Ван Говэем было установлено, что кости и надписи на них относились к эпохе Шан, а в 1908 году Ло Чжаньюю удалось установить  место откуда грабители их доставали. Им оказалась деревня Сяотунь, расположенная на северо-западе города Аньяна, провинции Хэнань.
В 1928 году начался первый сезон археологических работ. Впоследствии было найдено много памятников, включая архивы гадательных костей.
Прежде всего это небольшая зона вокруг деревни Сяотунь, границей которой с севера и востока была река Хуанхэ, а  на юге и западе ров. Следов крепостной стены найдено не было. На северо-востоке зоны, там где раньше был холм, расположена дворцово-храмовая часть. Там обнаружены фундаменты строений, ям и погребений. На северо-западе зоны также были найдены фундаменты и погребения, среди которых знаменитое захоронение М5, больше известное как могила Фу-хао. В районе деревни Хуаюаньчжуан (к юго-западу от Сяотуни) было найдено кладбище.
Надписи на гадательных камнях найдены в основном в районе Сяотуни и датируются временем правления У-дина и последующих ванов Шан.
На северо-западе от деревни Сяотунь,  к северу от Хуанхэ, близ деревни Хоуцзячжуан, расположен большой могильник Сибэйган, разделённый современной дорогой на две части, западную и восточную. Особенностью памятника является 13 больших погребений, представляющие собой шахтовые крестообразные гробницы. В них найдено множество скелетов с черепами, оставшихся от людей,  которых приносили в жертву. Пленников выстраивали рядами с завязанными за спину руками, отсекали голову, затем тела утрамбовывали в землю, а черепа складывали по периметру погребальной камеры. Несмотря на то, что  гробницы были разграблены, удалось найти множество артефактов. Также в Сибэйгане нашли множество более мелких погребений.

## Политическое устройство
Политический статус различных слоёв населения был разнородным. Ван обладал властью-собственностью, был сакральной фигурой (он был первосвященником). Он исполнял торжественные ритуалы в честь покойных предков ди. Считалось, что он являлся посредником между миром живых и умершими предками. Власть сначала, со времён У Дина до У И, передавалась либо от брата к брату, либо от дяди к племяннику. Начиная с вана У И нормой стало передача власти от отца к сыну. Младшие родственники ванов, которые не могли претендовать на высшую власть, являлись родоначальниками кланов.
Окружение вана (аппарат администрации, воины) имело привилегированный статус, по сравнению с крестьянами. Чиновники делились на высших администраторов, низших чиновников-распорядителей и лиц, ответственных за военную подготовку и охоту.

### Правители государства Шан
Помимо генеалогии воцарившихся ванов, китайская история сохранила имена их предков (напр., Сян Ту, упоминаемый в «Ши цзине»). См. Генеалогические деревья императоров Древнего Китая
Династия Шан (1600 до н. э. — 1046 до н. э.)
Династия Шан имеет паритетные названия Династия Инь или Династия Шан-Инь.
| Личное имя | Эра летоисчисления²           | Храмовое имя³          | Годы правления1               | Имя, под которым наиболее известен |
| --- | ----------------------------- | ---------------------- | ----------------------------- | ---------------------------------- |
| | Чэн Тан 成湯 Chéng Tāng       |                        | 1600 до н. э. — 1300 до н. э. | Тан                                |
| | Вай Бин 外丙 Wài Bǐng         |                        | 1600 до н. э. — 1300 до н. э. | Вай Бин                            |
| | Чжун Жэнь 仲壬 Zhòng Rén      |                        | 1600 до н. э. — 1300 до н. э. | Чжун Жэнь                          |
| | Тай Цзя 太甲 Tài Jiǎ          |                        | 1600 до н. э. — 1300 до н. э. | Тай Цзя                            |
| | Во Дин 沃丁 Wò Dīng           |                        | 1600 до н. э. — 1300 до н. э. | Во Дин                             |
| | Тай Гэн 太庚 Tài Gēng         |                        | 1600 до н. э. — 1300 до н. э. | Тай Гэн                            |
| | Сяо Цзя 小甲 Xiǎo Jiǎ         |                        | 1600 до н. э. — 1300 до н. э. | Сяо Цзя                            |
| | Юн Цзи 雍己 Yōng Jǐ           |                        | 1600 до н. э. — 1300 до н. э. | Юн Цзи                             |
| | Тай У 太戊 Tài Wù             |                        | 1600 до н. э. — 1300 до н. э. | Тай У                              |
| | Чжун Дин 仲丁 Zhòng Dīng      |                        | 1600 до н. э. — 1300 до н. э. | Чжун Дин                           |
| | Вай Жэнь 外壬 Wài Rén         |                        | 1600 до н. э. — 1300 до н. э. | Вай Жэнь                           |
| | Хэ Дань Цзя 河亶甲 Hé Dǎn Jiǎ |                        | 1600 до н. э. — 1300 до н. э. | Хэ Дань Цзя                        |
| | Цзу И 祖乙 Zǔ Yǐ              |                        | 1600 до н. э. — 1300 до н. э. | Цзу И                              |
| | Цзу Синь 祖辛 Zǔ Xīn          |                        | 1600 до н. э. — 1300 до н. э. | Цзу Синь                           |
| | Во Цзя 沃甲 Wò Jiǎ            |                        | 1600 до н. э. — 1300 до н. э. | Во Цзя                             |
| | Цзу Дин 祖丁 Zǔ Dīng          |                        | 1600 до н. э. — 1300 до н. э. | Цзу Дин                            |
| | Нань Гэн 南庚 Nán Gēng        |                        | 1600 до н. э. — 1300 до н. э. | Нань Гэн                           |
| | Ян Цзя 陽甲 Yáng Jiǎ          |                        | 1600 до н. э. — 1300 до н. э. | Ян Цзя                             |
| | Пань Гэн 盤庚 Pán Gēng        |                        | 1300 до н. э. — 1251 до н. э. | Пань Гэн4                          |
| | Сяо Синь 小辛 Xiǎo Xīn        |                        | 1300 до н. э. — 1251 до н. э. | Сяо Синь                           |
| | Сяо И 小乙 Xiǎo Yǐ            |                        | 1300 до н. э. — 1251 до н. э. | Сяо И                              |
| | У Дин 武丁 Wǔ Dīng            |                        | 1250 до н. э. — 1192 до н. э. | У Дин                              |
| | Цзу Гэн 祖庚 Zǔ Gēng          |                        | 1191 до н. э. — 1148 до н. э. | Цзу Гэн                            |
| | Цзу Цзя 祖甲 Zǔ Jiǎ           |                        | 1191 до н. э. — 1148 до н. э. | Цзу Цзя                            |
| | Линь Синь 廩辛 Lǐn Xīn        |                        | 1191 до н. э. — 1148 до н. э. | Линь Синь                          |
| | Гэн Дин 庚丁 Gēng Dīng        | Кан Дин 康丁 Kāng Dīng | 1191 до н. э. — 1148 до н. э. | Кан Дин                            |
| | У И 武乙 Wǔ Yǐ                |                        | 1147 до н. э. — 1113 до н. э. | У И                                |
| | Вэнь Дин5 文丁 Wén Dīng       |                        | 1112 до н. э. — 1102 до н. э. | Вэнь Дин                           |
| | Ди И 帝乙 Dì Yǐ               |                        | 1101 до н. э. — 1076 до н. э. | Ди И                               |
| Цзы Чжоу 子紂 Zǐ Zhòu | Ди Синь 帝辛 Dì Xīn           |                        | 1075 до н. э. — 1046 до н. э. | Ди Синь                            |
| 1 Первой общепризнанной датой в китайской истории считается 841 до н. э.. Все более ранние даты являются предметом дискуссии, иногда весьма оживлённой. Приведённые здесь даты предложены Хронологическим проектом Ся-Шан-Чжоу, составленным учёными по заказу правительства Китая и опубликованным в 2000 году. Они приводятся только в качестве ориентира. |                               |                        |                               |                                    |
| 2 Тронному имени часто предшествует наименование династии, Шан (商), например Шан Тан (商湯). |                               |                        |                               |                                    |
| 3 Имя, используемое в надписях на гадательных костях для жертвоприношения предкам. |                               |                        |                               |                                    |
| 4 Период династии Шан начиная с Пан Гэна часто именуется династией Инь (殷) из-за переноса столицы в Инь. |                               |                        |                               |                                    |
| 5 Также известен как Тай Дин (太丁 Tài Dīng). |                               |                        |                               |                                    |

## Административное устройство
Государство Шан подразделялось на структурно неодинаковые части:
- 1) столичный округ радиусом в несколько десятков километров, находившийся под непосредственным подчинением вана.
- 2) обширная территория региональных владений (около 200), управляющихся уполномоченными вана, его родственниками и приближёнными. Одним из таких владений было Чжоу.
- 3) за второй зоной проходил внутренний пояс нэй-фу, а за ним аморфная третья зона, населённая чуждыми племенами, постоянно нападавшими на периферию шанского государства(вай-фу).

## История
В эпоху государства Шан (1600 по 1027 год до нашей эры) технология изготовления бронзы появилась на территории Китая уже в готовом виде.
Появление бронзовой металлургии и колесниц в Китае послужило основанием для гипотез индоевропейского происхождения династии/ Другая версия говорит о карасукском источнике технологий. Однако в ряде работ говорится лишь о перенятии технологий у соседей и об автохтонности культуры Шан-Инь.
Согласно легенде, род правителей Шан происходил от Сюань-сяо, сына императора Хуан-ди. Известно, что в свержении предыдущей династии помогал министр И-инь.
По «Историческим запискам» Сыма Цяня вожди Шан перемещали свою столицу шесть раз. Примерно с 1300 года до н. э. они переселились в район совр. г. Аньяна.
Военные конфликты государства были в основном связаны с отражением нападений кочевых племен (в основном это были племена жун и ди) на севере территории Шан.
В конце существования Шан обострились отношения с правителями владения Чжоу, расположенного в западной части долины р. Вэйхэ. В 1027 г. до н. э. против Шан восстали чжоуцы, вассалы Шан. Армия была разгромлена Чжоу в решающем сражении при Му-е и Ди Синь, последний шанский правитель совершил самоубийство, не желая попасть в руки победителей. Есть версия, что шанская армия предала Ди Синя и перешла на сторону войск чжоуского правителя У-вана. Власть над шанцами У-ван передал сыну Ди Синя — У Гэну. Вскоре шанцы подняли мятеж, в который оказался вовлечен и У Гэн. Правивший в то время в Чжоу регент Чжоу-гун подавил мятеж. Он переселил часть шанской знати и крестьян в юго-восточную часть Великой равнины, где возникло владение Сун. Наследники правителей Шан продолжали править там на протяжении нескольких веков до падения Сун.

## География

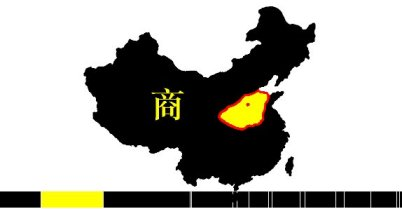
Владения династии Шан (1122 г. до н. э)

Государство Шан находилось в бассейне реки Хуанхэ.

## Население
Этот культурный слой возник под влиянием извне (мигранты из Центральной Азии вызвали культурную диффузию). Это влияние проявилось в освоении гончарного круга, новых сортов зерна (пшеница с Ближнего Востока) и пород скота (коза, овца, корова). 

## Экономика

### Земледелие, скотоводство, собирательство, охота
Шанцы занимались земледелием, культивировали пшеницу, ячмень, бобы, фасоль, коноплю, различные овощи и фрукты, чумизу. Именно в шанский период китайцы начали заниматься шелководством. Из домашних животных преобладали свинья и собака, встречались также коровы и лошади, овцы и козы, куры, утки и гуси. Возможно, использовались прирученные слоны. Осуществлялась охота на кабанов, оленей и тигров, ловля рыбы и дичи. В пищу употребляли грибы, ягоды, коренья и травы. В земледелии господствовал ручной труд с использованием деревянных орудий (мотыги, серпы) с каменными вкладышами или разборными частями. Хозяйства делились на малые хозяйства и большие поля. Существовали трудовая повинность, натуральная рента.

### Ремесло
Изготовлялись орудия труда и оружие. Сохранились остатки керамических, камнерезных и бронзолитейных мастерских. О высокой квалификации мастеров свидетельствуют орнаменты на изделиях из бронзы и камня, тонкие изделия, украшения и символические изображения. Однако колесницы и шёлковые изделия поставлялись лишь во дворец, тогда как быт простых земледельцев мало чем отличался от их предков эпохи неолита.

## Культура
Династия Шан имела полноценную систему письма. Астрономы династии знали о существовании Марса и различных комет.

### Духовная культура
Верховное божество получило название Шанди, не было персонифицировано и отождествлялось во многом с умершими предками правителей. По мере развития религиозных воззрений небо, где обитали умершие предки, стало отождествляться с ними, и, таким образом, именно Небо стало верховным общим не персонифицированным божеством. Император же, игравший роль первосвященника и исполнявший обряды поклонения духам предков, обрел титул Сына Неба.
В надписях также фиксируется анимистическое поклонение силам природы: (дождь, ветер, гора, река).
Духовная культура шанцев имела свою специфику, выражавшуюся в довольно скромном проявлении культовой практики и мифологического мышления, о чём свидетельствуют археологические находки. Наиболее почитаемыми божествами были покойные предки правителей. О почитаемых героях данные отсутствуют. И хотя археологи нашли много различных изображений, в этих изображениях мифологические сюжеты встречаются очень редко. Обращает на себя внимание другая важная деталь: археологи не обнаружили ни храмы, ни храмовые комплексы. Их заменяли храмы-алтари, посвящённые опять же покойным предкам.
С такой спецификой духовной культуры и мировоззрения шанцев сопряжена другая необычная черта –  историческая амнезия. В шанских надписях нет никакой информации об их историческом прошлом. Указываются только имена предков. Какие-либо подробности об их подвигах, легенды,  рассказы о прошлом, о ярких событиях истории отсутствуют.  Достоверно известно, что шанцы меняли места своего обитания. Но даже об этом, хотя бы достаточно недавнем перемещении, шанские надписи не упоминают.  По мнению историков, такое отсутствие каких-либо подробностей в письменных памятниках не является случайным .

### Архитектура
Большинство населения государства Шан жило в хижинах-полуземлянках. Шанские дворцы и городские стены строили методом хан-ту: уплотнявшиеся каменными пестами слои земли или глины, ограниченные в ширину дощатыми переборками, ряд за рядом — по высыхании — клали друг на друга. Так создавалась толстая глиняно-земляная стена, снаружи напоминавшая кирпичную кладку. Стену чем-то крепили.